# شهرستان تان‌هیئپ
شهرستان تان‌هیئپ (به ویتنامی: Huyện Tân Hiệp) یک شهرستان در ویتنام است که در استان کیئن‌جانگ واقع شده‌است.

## خصوصیات
شهرستان تان‌هیئپ ۴۲۲٫۸۸ کیلومترمربع مساحت و ۱۲۵٬۸۵۸ نفر جمعیت دارد.

## تقسیمات اداری
شهرستان تان‌هیئپ به یک شهرک و ده قصبه تقسیم شده است.
- شهرک‌ها (thị trấn)
  - تان‌هیئپ (Tân Hiệp)

- قصبه‌ها (xã)
  - تان‌آن (Tân An)
  - تان‌تان (Tân Thành)
  - تان‌چی (Thạnh Trị)
  - تان‌دونگ (Thạnh Đông)
  - تان‌دونگ A (Thạnh Đông A)
  - تان‌دونگ B (Thạnh Đông B)
  - تان‌هوا (Tân Hòa)
  - تان‌هوی (Tân Hội)
  - تان‌هیئپ A (Tân Hiệp A)
  - تان‌هیئپ B (Tân Hiệp B)